# Municipio de Scuppernong (condado de Washington)
El municipio de Scuppernong (en inglés: Scuppernong Township) es un municipio ubicado en el  condado de Washington en el estado estadounidense de Carolina del Norte. En el año 2010 tenía una población de 1.794 habitantes.

## Geografía
El municipio de Scuppernongse encuentra ubicado en las coordenadas 35°50′6.59″N 76°24′55.76″O / 35.8351639, -76.4154889.